# Adunarea Spiritelor Păgâne
Pagan Spirit Gathering (ro: Adunarea Spiritelor Păgâne) este unul dintre cele mai vechi și mai mari festivaluri de spiritualitate din SUA, organizate de Circle Sanctuary .  De la înființare, în 1980, a avut loc duminică de duminică în timpul săptămânii solstițiului de vară . Adunarea Spiritelor Păgâne este înființată pentru a reprezenta un oraș păgân temporar. 
La început, festivalurile au avut loc în județul Richland, Wisconsin, dar au depășit facilitățile și în 1997 s-au mutat într-o locație din apropiere de Atena, Ohio, la Wisteria. În 2009, Adunarea Spiritelor Păgâne s-a mutat la Tabăra Zoe în apropiere de Salem, Missouri, apoi în 2011, la Ferma Stonehouse, lângă Earlville, Illinois . După ce o inundație fulgerătoare a făcut ca Adunarea Spiritelor Păgâne în 2015 să se închidă devreme,  Adunarea Spiritelor Păgâne s-a mutat în Tall Tree Lake, lângă Viena, Illinois . 

## Ritualuri
Multe ritualuri au loc în mod regulat la Adunarea Spiritelor Păgâne,  inclusiv: 
- Ritualul de dimineață al solsticiului de vară - Dimineața Solsticiului
- Ritualuri pentru bărbați și femei - ritualuri care sărbătorește masculinitatea și feminitatea divină
- Ritual de încronare
- Vânătoarea sacră
- Ritualul de tambur și dans tribal
- Ritul de trecere al femeilor tinere
- Ritul de trecere pentru bărbați tineri

## Copii, adolescenți și bătrâni
Adunarea Spiritelor Păgâne are un program pentru tineri grupat în trei categorii: Centrul pentru copii deservesc copii sub 7 ani; unde sunt oferite activități ghidate pentru preadolescenți (8-12); iar adolescenții (13-18) au un centru pentru adolescenți, cu gustări și facilități. Majoritatea atelierelor sunt deschise tinerilor, iar multe sunt deschise copiilor. 

## Reguli de siguranță
Procesul de înregistrare Adunarea Spiritelor Păgâne include acordul de a respecta regulile stabilite de Circle Sanctuary, în mare parte pentru siguranța și sănătatea participanților. Unele reguli, precum cele privind alcoolul și drogurile sau nuditatea minorilor, sunt puse în aplicare pentru a asigura legalitatea festivalului în condițiile legilor federale și ale statului. Gardienii Cercului Sacru sunt un ordin de protecție separat care oferă servicii de siguranță și medicale pentru festival. 
Adunarea Spiritelor Păgâne este opțională în ceea ce privește îmbrăcămintea nudă în toată majoritatea campingului. Relativ puțini participanți merg pe nud . Există unele limitări pentru minori (în circumstanțe mai private în care sunt prezenți și adulții) pentru a asigura respectarea legislației statului. 
La Adunarea Spiritelor Păgâne, fiecare adult trebuie să efectueze patru ore de serviciu în comunitate sau echivalent (așa cum a fost stabilit de personalul Circle Sanctuary) pe parcursul săptămânii. Aceste perioade de timp sunt denumite „schimburi de lucru”. Multe dintre aceste schimburi de lucru sunt oportunități excelente de interacțiune cu participanții la festivaluri din alte părți ale sitului. 

## Muzică
Muzica face parte foarte mult din activitățile din Adunarea Spiritelor Păgâne. Cântarea și cântatul pot fi auzite la Întâlnirile de dimineață, la atelierele orientate spre muzică, și puteți găsi tobe și dans în noaptea la Festivalul de Flăcări. Există un spectacol de artă spectacolă pe scena principală și concerte în fiecare după-amiază și seară a evenimentului. 
Scena principală a găzduit numeroși interpreți și formații, printre care muzicieni notabili includ Owain Phyfe, Skinny White Chick cu SJ Tucker și SONA . 